# Rivoli
Rivoli és un municipi italià a la ciutat metropolitana de Torí (regió del Piemont). L'any 2004 tenia 50.694 habitants.

## Llocs d'interès
El Castell de Rivoli és una de les residències de la casa reial de Savoia declarades Patrimoni de la Humanitat per la Unesco el 1997. Actualment és seu del Museu d'Art Contemporani de Torí.

## Personatges il·lustres
- Sergio Dogliani
- Fabio Basile, judoka, medalla d'or als Jocs Olímpics de 2016

## Ciutats agermanades
- Mollet del Vallès
- Ravensburg
- Kranj
- Montélimar
- Roman